# Грабовецко-Дулибская сельская община
Грабовецко-Дулибская сельская общи́на (укр. Грабовецько-Дулібівська сільська громада) — территориальная община в Стрыйском районе Львовской области Украины.
Административный центр — село Дулибы.
Население составляет 12 319 человек. Площадь — 144,9 км².

## Населённые пункты
В состав общины входит 12 сёл:
- Верхняя Стынава
- Воля-Довголуцкая
- Горное
- Грабовец
- Долголука
- Дулибы
- Колодница
- Конюхов
- Любинцы
- Монастырец
- Нижняя Стынава
- Хромогорб